# Nikola Gruevski
Nikola Gruevski (Skoplje, 31. kolovoza 1970.) je makedonski političar, predsjednik stranke VMRO - DPMNE od svibnja 2003. i makedonski premijer od 27. kolovoza 2006.
Prethodno je bio potpredsjednik iste stranke. Od rujna 2002. godine je poslanik u Skupštini Republike Makedonije (Sobranie na Republika Makedonija). Od prosinca 1999. do rujna 2002. godine, Nikola Gruevski je bio ministar financija u vladi Ljubča Georgievskog. Prethodno je bio ministar bez resora i ministar za ekonomiju, kako i guverner u Svjetskoj banci i Europskoj banci za obnovu i razvoj-EBRD. Također, bio je predsjednik Državne komisije za vrijednosne papire i predsjednik brokerske asocijacije Republike Makedonije. Od 28. srpnja 2006. godine Nikola Gruevski je premijer Republike Makedonije. On je 1994. diplomirao na Ekonomskom fakultetu bitolskog sveučilišta "Kliment Ohridski". Osim ovog, ima i diplomu londonskog Instituta za vrijednosne papire. Nikola Gruevski je magistrant na Ekonomskom fakultetu pri sveučilištu "Sv. Kiril i Metodij" u Skoplju.
Nakon što je iz njegove koalicijske vlade izišla najveća albanska stranka, zbog makedonskog nepriznavanja neovisnosti Kosova, vodi makedonsku manjinsku vladu. Na izborima 2008. njegova stranka je pobijedila i on je ostao na premijerskoj funkciji.